# Eutettix querci
Eutettix querci är en insektsart som beskrevs av David D. Gillette och Baker 1895. Eutettix querci ingår i släktet Eutettix och familjen dvärgstritar. Utöver nominatformen finns också underarten E. q. albus.